# 蒙特奇冰川
蒙特奇冰川（英語：Montecchi Glacier），是南極洲的冰川，位於維多利亞地的博克格雷溫克海岸，流經伯塔蘭峰，最終在黑茲利特山以北注入塔克冰川，美國地質調查局根據測量和該國海軍的空中照片繪入地圖，現時由南極條約體系管理。